# Greg Gorman

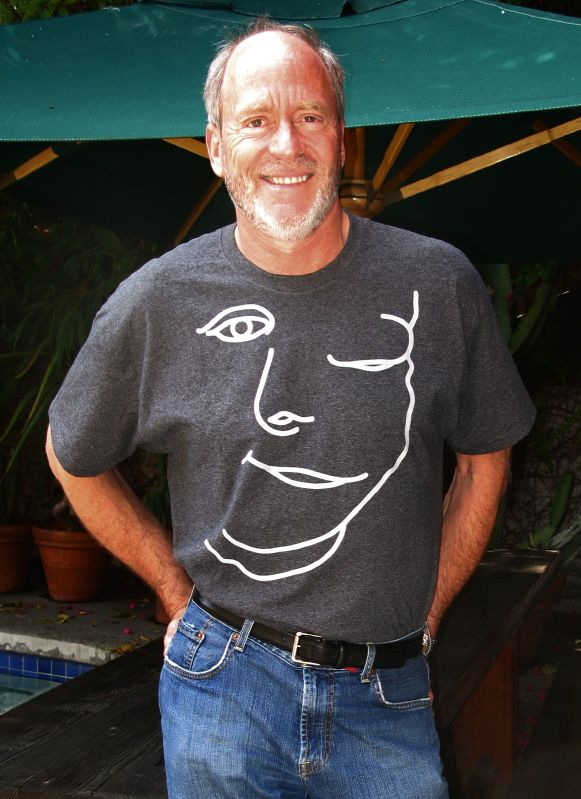
Greg Gorman em 2007.

Greg Gorman é um fotógrafo estadunidense conhecido por seus retratos de celebridades. Suas fotos já foram publicadas em revistas como Rolling Stone, Vanity Fair, Vogue e Esquire.